# Luché-sur-Brioux
Luché-sur-Brioux is een gemeente in het Franse departement Deux-Sèvres (regio Nouvelle-Aquitaine) en telt 133 inwoners (2005). De plaats maakt deel uit van het arrondissement Niort.

## Geografie
De oppervlakte van Luché-sur-Brioux bedraagt 5,1 km², de bevolkingsdichtheid is 26,1 inwoners per km².
De onderstaande kaart toont de ligging van Luché-sur-Brioux met de belangrijkste infrastructuur en aangrenzende gemeenten.

## Demografie
Onderstaande figuur toont het verloop van het inwonertal (bron: INSEE-tellingen).